# Masožraví

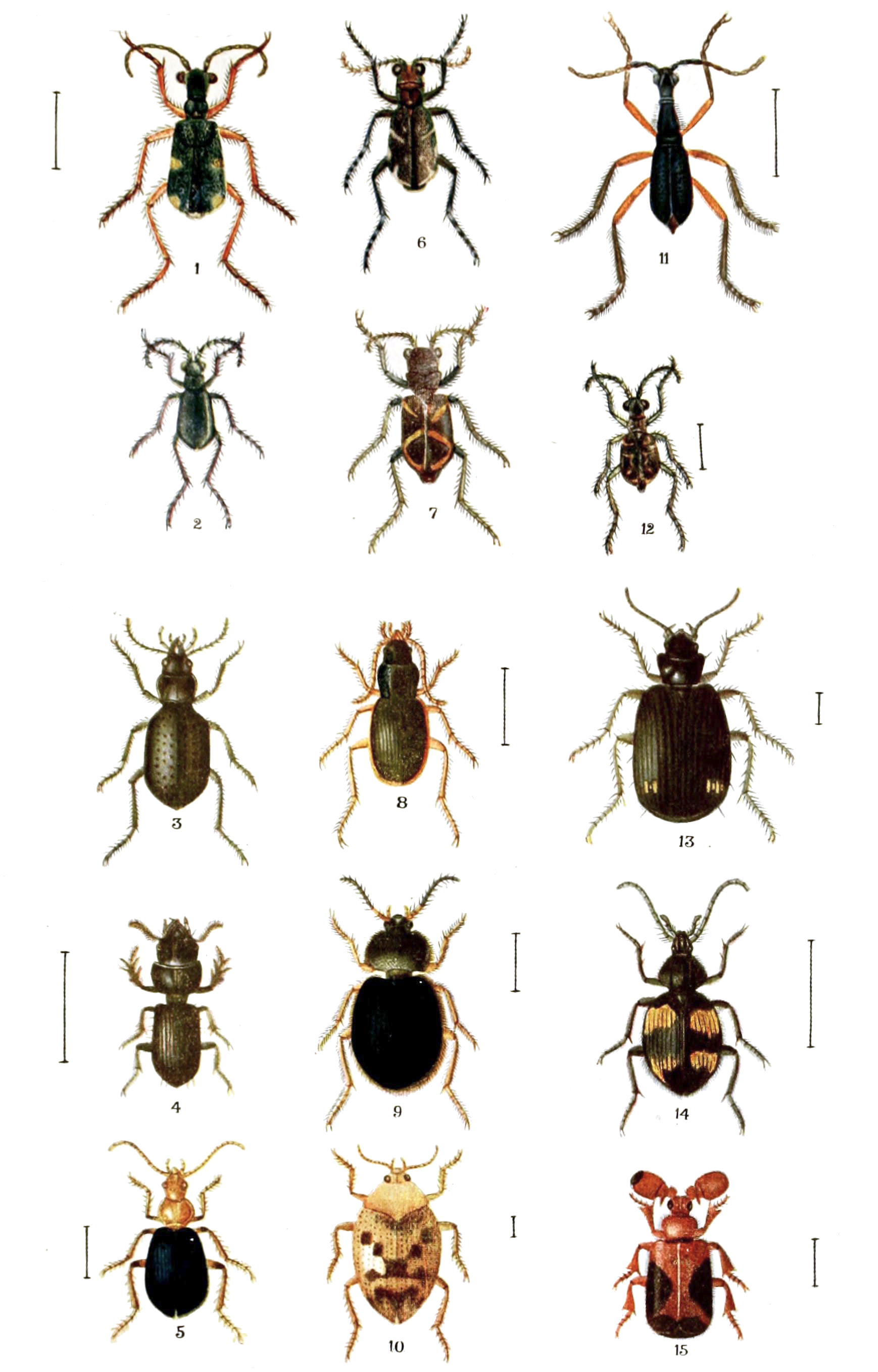
Vyobrazení několika jedinců od Harolda Maxwell-Lefroye

Masožraví (Adephaga) je podřád brouků.
Masožraví je velký podřád, který zahrnuje devět čeledí, u nichž se odhaduje, že mohou mít přibližně 35–38 tisíc rodů. Tento podřád nemá vyhraněný biotop a jeho zástupce lze nalézt na souši i ve vodě.
Převážná většina druhů obsažených v tomto podřádu má dravé dospělé jedince, společným znakem pro všechny jsou dravé larvy, nepohyblivé kyčle posledního páru nohou.
Většina zástupců je považována za užitečné, protože jsou přirozenými nepřáteli mnoha škůdců.

## Čeledi
- Plavčíkovití (Haliplidae)
- Potápníkovití (Dytiscidae)
- Střevlíkovití (Carabidae)
  - Svižníkovití (Cicindelinae) – dříve samostatná čeleď Cicindelidae, nyní většinou podčeleď
- Vírníkovití (Gyrinidae)
- Amphizoidae
- Hygrobiidae
- Noteridae
- Rhysodidae
- Trachypachidae